# Aerolíneas Sosa
Aerolíneas Sosa, è una compagnia aerea honduregna con sede a La Ceiba, fondata nel 1976. L'hub della compagnia è l'aeroporto Internazionale Golosón.

## Storia
Aerolineas Sosa nacque nel 1976 quando il comandante Juan Antonio Sosa decise di diventare indipendente e acquistare un Cessna 182 per 3 passeggeri. Con questo aereo iniziò ad offrire servizi charter pilotando personalmente l'aereo.
Con l'aumento della domanda, vennero acquistati un Cessna 206 da 5 posti e poi un Islander da 9. Con il passare del tempo, i voli charter divennero voli di linea per La Mosquitia. Con l'aumentare della benzina si fece necessario modernizzare la flotta; vennero introdotti altri velivoli a turboelica, più precisamente alcuni Twin Otter 300.
A causa del costante aumento della domanda, iniziarono anche i voli per le Bay Islands, a partire da Roatan e Utila, poi Guanaja. Di conseguenza, furono aperti i servizi per San Pedro Sula e Tegucigalpa.
Al 2020, Aero Lineas Sosa opera con un'alta frequenza verso le diverse destinazioni del paese, in particolare per Roatán, dove ci sono da 6 a 8 voli giornalieri. Ci sono anche voli per Utilla, Guanaja, San Pedro Sula, Tegucigalpa e Città del Guatemala; tutti direttamente dalla città di La Ceiba. Inoltre, ci sono rotte dirette Tegucigalpa-Roatán e San Pedro Sula-Roatán, così come voli charter all'interno e all'esterno del paese. Le più recenti rotte aperte sono state la Guatemala-Tegucigalpa e la Guatemala-San Pedro Sula.

## Flotta
A dicembre 2022, la flotta di Aerolíneas Sosa comprende i seguenti aeromobili:

## Incidenti
- Il 7 marzo 1998, un Let L 410, marche HR-AQG, subì un guasto a un motore poco dopo il decollo dall'aeroporto Internazionale Golosón. L'aereo trasportava due membri dell'equipaggio e 15 passeggeri. Il malfunzionamento costrinse l'equipaggio a tornare all'aeroporto. Durante l'avvicinamento, un'ala colpì una casa, facendo schiantare il Let su una strada. Non ci furono vittime, ma l'aereo venne in seguito demolito.[9]